# 質量下限
在天文學上的質量下限（Minimum mass）是指觀測到的行星、恆星、聯星和黑洞等天體的估計質量最小值。 

## 應用
最小質量常用於太陽系外行星的統計上，因為大多數系外行星是使用徑向速度量測的方式藉由視線傳播上的恆星運動量測發現，而這些行星的實際軌道傾角和真實質量經常是未知的。
如果軌道傾角可以測定出來，系外行星的真實質量就可以使用以下關係式計算出：
{\displaystyle M_{\text{true}}={\frac {M_{\min }}{\sin i}}\,}
對於太陽系外的恆星系統和行星系而言，軌道傾角0°或180°代表面對觀測者的軌道；而傾角90°的軌道則代表側面對著觀測者的軌道。